# Aleksander Ładoś
Aleksander Wacław Ładoś ([alɛ'ksandɛr ˈvaʦ̑waf 'wadoɕ]), né le 27 décembre 1891 et mort le 29 décembre 1963, est un diplomate et un homme politique polonais, qui dirigea la légation de Pologne en Suisse de 1940 à 1945. Ładoś était membre et de facto dirigeant du Groupe Ładoś, composé de diplomates polonais et d'organisations juives, qui sauvèrent de l'Holocauste plusieurs centaines de juifs en leur fournissant des passeports illégaux latino-américains et principalement paraguayens.

## Jeunesse
Aleksander Wacław Ładoś nait à Lemberg, en Autriche-Hongrie. Il est le fils cadet de Jan Ładoś, employé des postes, et de son épouse Albina née Kalous. En 1913, il rejoint le Parti populaire polonais « Piast » (pl) et fait la connaissance de ses dirigeants, Wincenty Witos et Jan Dąbski (pl). Après le déclenchement de la Première Guerre mondiale, il rejoint la Légion polonaise. Exilé par les autorités austro-hongroises, Ładoś s'enfuit en Suisse et à Lausanne, reprend ses études interrompues tout en poursuivant ses activités politiques au sein de la diaspora polonaise.

## Entre deux guerres
Il revient au printemps 1919, dans une Pologne nouvellement indépendante, pour rejoindre le service diplomatique polonais. Jusqu'au printemps 1920, il est délégué du plébiscite en Silésie de Cieszyn, Spiš et Orava. Le vote visant à réglementer la frontière entre la Pologne et la Tchécoslovaquie n’a jamais lieu et une frontière est finalement décidée lors de la conférence de Spa en Belgique. En avril 1920, Ładoś travaille au siège du ministère des Affaires étrangères à Varsovie et devient responsable du service de presse.
En 1920-1921, Ładoś occupe le poste de secrétaire de la délégation polonaise aux pourparlers de paix avec les Soviétiques à Minsk et à Riga, pour déterminer les nouvelles frontières de la Pologne. Après la guerre, Ładoś devint chef du département d'Europe centrale au ministère des Affaires étrangères et le 9 octobre 1923, il est nommé ministre plénipotentiaire en Lettonie. Ennemi politique de Józef Piłsudski, Ładoś perd son poste après le coup d’État de mai 1926, mais il est rapidement nommé consul général de Pologne à Munich. Il est démis de ses fonctions, peu après que Józef Beck soit devenu vice-ministre des Affaires étrangères.
Entre 1931 et 1939, Ładoś est rédacteur en chef et chroniqueur, de plusieurs journaux d'opposition. Il critique notamment Józef Beck, qui entre-temps remplacé August Zaleski au poste de ministre des Affaires étrangères. Ładoś estime que la Pologne devrait chercher à se rapprocher de l'Union soviétique en tant qu'allié possible contre le Troisième Reich et a préconise une coopération plus étroite avec la Tchécoslovaquie. Politiquement proche du Front Morges (en) pro-français, il se lie d'amitié avec le général Władysław Sikorski, qui deviendra plus tard Premier ministre du Gouvernement polonais en exil et commandant en chef des forces armées polonaises.

## Invasion de la Pologne
Après l'invasion allemande de la Pologne, Ładoś se rend en Roumanie pour rejoindre le gouvernement polonais en exil en tant que ministre sans portefeuille du 3 octobre au 7 décembre 1939. Entre le 24 mai 1940 et juillet 1945, il est envoyé en Suisse comme ministre plénipotentiaire. Peu de temps après sa nomination, la Suisse est entièrement encerclée par les puissances de l'Axe et par la France de Vichy. Ładoś ne jouit que d'un statut mineur de chargé d'affaires.

## Groupe Ładoś
De facto ambassadeur à Berne, Ładoś dirige la fabrication de faux passeports latino-américains, destinés aux juifs de la Pologne occupée. Coopérant strictement avec les représentants d'organisations juives en Suisse, les passeports vierges sont achetés entre décembre 1941 et l'automne 1943 auprès du consul honoraire du Paraguay, Rudolf Hüggli, et remplis par Konstanty Rokicki et Juliusz Kühl (en).
Ładoś intervient lui-même auprès du conseiller fédéral Marcel Pilet-Golaz pour lui demander de fermer les yeux sur cette procédure illégale. Avec Stefan Ryniewicz, adjoint de Ładoś, et Chaim Eiss et Abraham Silberschein, membres d'organisations juives dont la tâche principale est de faire passer en fraude des listes de bénéficiaires et des copies de passeports obtenus illégalement, ils constituent le Groupe Ładoś. S'ils sont envoyés dans les camps de détention de Vittel, en France, ou de Bergen-Belsen, en Allemagne, les détenteurs de ces passeports échappent ainsi aux camps de la mort nazis.
Ładoś donne à la famille juive Sternbuch, dirigeants de la partie suisse de l'organisation Vaad Hatzalah, la possibilité d'envoyer des textes cryptés. Des informations obtenues à partir de leur réseau et provenant des ghettos juifs ont ainsi été envoyés à l'ambassade de Pologne aux États-Unis sous forme de messages cryptés.

## Fin de vie
En juillet 1945, Ładoś soutint officiellement le gouvernement de coalition en Pologne et démissionne de ses fonctions d'envoyé. Au lieu de revenir en Pologne, il décide de rester en Suisse, où il a agi en tant qu'envoyé spécial du Parti paysan polonais PSL et du chef du gouvernement, Stanisław Mikołajczyk. À l'automne 1946, il s'installe à Clamart, près de Paris. Déjà gravement malade, Ładoś rentre en Pologne en juillet 1960. Il décède à Varsovie le 29 décembre 1963 et est inhumé au cimetière de Powązki.

## Reconnaissance
En février 2018, le président du Sénat polonais, Stanisław Karczewski, a dévoilé à Berne une plaque commémorant les diplomates polonais qui ont sauvé des juifs de l'Holocauste

## Décorations
- Grand croix de l'ordre Polonia Restituta
- Commandeur de l'ordre des Trois Étoiles (Lettonie),
- Officier de l'ordre de la Couronne (Roumanie)
- Grand officier de l'ordre royal de Saint-Sava (Yougoslavie)